# 1981

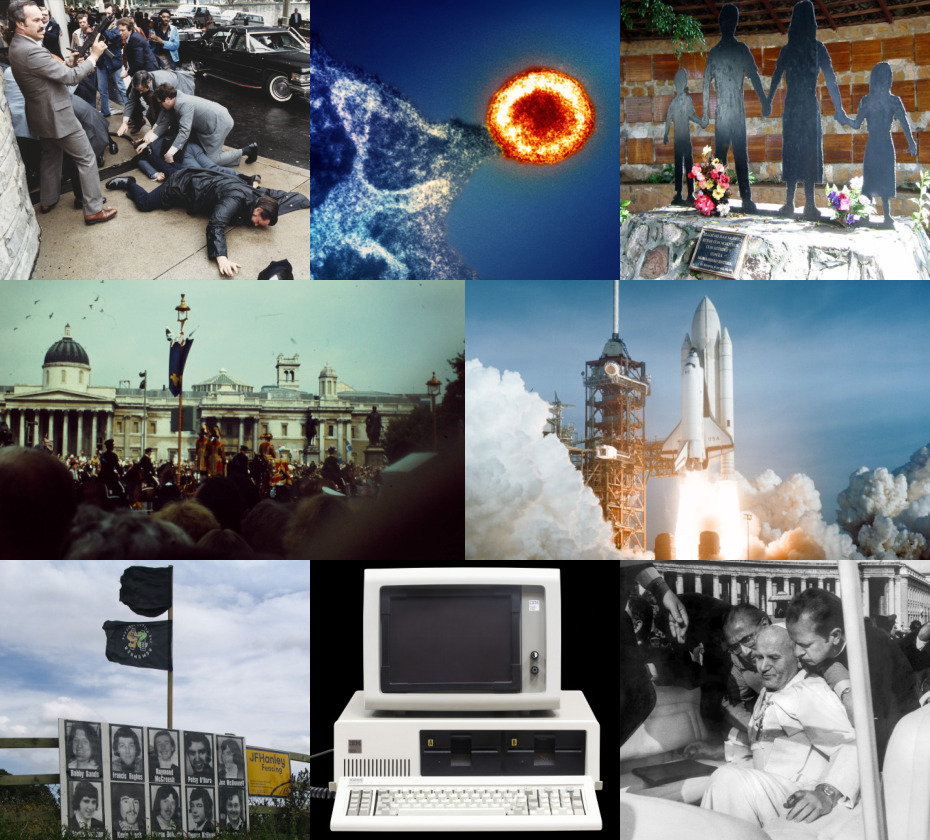

1981 (MCMLXXXI) là một năm thường bắt đầu vào Thứ năm của lịch Gregory, năm thứ 1981 của Công nguyên hay của Anno Domini, the năm thứ 981  của thiên niên kỷ 2, năm thứ 81  của thế kỷ 20, và năm thứ  2   của thập niên 1980. 

## Sự kiện
- Tháng 1 - Căn hầm bí mật Sarawak được phát hiện ở Borneo.
- 1 tháng 1: Hy Lạp gia nhập Cộng đồng chung châu Âu, sau này trở thành Liên minh châu Âu.
- 1 tháng 1: Palau trở thành xứ tự trị.
- 5 tháng 1: Margaret Thatcher tiến hành cải tổ nội bộ, cách chức Norman St. John-Stevas.
- 20 tháng 1: Ronald Reagan thắng Jimmy Carter, trở thành Tổng thống thứ 40 của Hợp chúng quốc Hoa Kỳ.
- 25 tháng 1: Giang Thanh ('Phu nhân Chủ tịch Mao') bị tuyên án tử hình tại Trung Quốc.
- 27 tháng 1: Chìm phà Tamponas 2 (Indonesia) về phía bắc của Java (Indonesia) chết 512 người
- 29 tháng 1: Tây Ban Nha: Thủ tướng Adolfo Suárez từ chức
- 9 tháng 2: Józef Pińkowski từ chức thủ tướng Ba Lan, người kế nhiệm là tướng Wojciech Jaruzelski.
- 21 tháng 2: Đánh bom các đài phát thanh "Radio Free Europe" và "Radio Liberty" (München, Đức) của Hoa Kỳ.
- 25 tháng 2: Tây Ban Nha. Leopoldo Calvo-Sotelo Bustelo trở thành thủ tướng mới
- 5 tháng 3: Hai nhà ngoại giao Thổ Nhĩ Kỳ bị ám sát chết trong Paris.
- 8 tháng 3: Tai nạn tàu hỏa phía bắc Buenos Aires, 50 người chết.
- 19 tháng 3: Cộng hòa Liên bang Đức trả tự do cho nhiều điệp viên của Đông Đức, trong đó là Christel Guillaume, để chuộc lại nhiều tù nhân của Đông Đức.
- 20 tháng 3: Maria Estela Peron, cựu nữ tổng thống Argentina, bị kết án 8 năm tù giam.
- 30 tháng 3: Mưu sát tổng thống Ronald Reagan trong Washington, D. C., người mưu sát John Hinckley bị bắt.
- 3 tháng 4: Samoa trở thành thành viên trong UNESCO.
- 8 tháng 4: Đánh bom trong một tàu điện ngầm ở Köln, Đức.
- 12 tháng 4: Tàu con thoi khởi hành lần đầu tiên.
- 23 tháng 4: Bahamas trở thành thành viên của UNESCO.
- 7 tháng 5: Madrid: 3 quân nhân bị giết chết trong một vụ khủng bố
- 10 tháng 5: François Mitterrand trở thành tổng thống Pháp.
- 13 tháng 5: Mưu sát Giáo hoàng Johannes Paul II
- 11 tháng 6: Động đất tại Iran, khoảng 3.000 người chết
- 28 tháng 7: Động đất tại Iran, khoảng 1.500 người chết
- 3 tháng 8: Biểu tình trong Ba Lan.
- 11 tháng 8: Bồ Đào Nha: Thủ tướng Francisco Pinto Balsemao từ chức.
- 12 tháng 8: Tập đoàn IBM giới thiệu chiếc máy tính cá nhân (PC).
- 31 tháng 8: Đánh bom sở chỉ huy không quân Hoa Kỳ tại Ramstein, Đức. 2 người Đức và 18 người Mỹ bị thương.
- 15 tháng 9: Vanuatu trở thành thành viên của Liên Hợp Quốc
- 21 tháng 9: Belize độc lập
- 25 tháng 9: Belize trở thành thành viên Liên Hợp Quốc.
- 6 tháng 10: Ai Cập: Tổng thống Anwar as-Sadat bị giết chết.
- 1 tháng 11: Antigua và Barbuda độc lập
- 7 tháng 11: Giáo hội Phật giáo Việt Nam được thành lập.
- 11 tháng 11: Antigua và Barbuda trở thành thành viên Liên Hợp Quốc

## Sinh

### Tháng 1
- 1 tháng 1: 
  - Hüzeyfe Dogan, cầu thủ bóng đá Đức
  - Mladen Petrić, cầu thủ bóng đá
- 2 tháng 1: 
  - Maximiliano Rodríguez, cầu thủ bóng đá Argentina
  - Hanno Balitsch, cầu thủ bóng đá Đức
  - Marielle Bohm, nữ vận động viên bóng ném Đức
- 3 tháng 1: 
  - Eli Manning, cầu thủ football Mỹ
  - Cristian Deville, vận động viên chạy ski Ý
- 4 tháng 1: Silvy de Bie, nữ ca sĩ Bỉ
- 6 tháng 1: 
  - Markus Bollmann, cầu thủ bóng đá Đức
  - Rinko Kikuchi, nữ diễn viên Nhật Bản
  - Jérémie Renier, diễn viên
- 7 tháng 1:
- Ania Dąbrowska, nữ nhạc sĩ nhạc pop Ba Lan
  - Edison Miranda, võ sĩ quyền Anh
  - Alex Auld, vận động viên khúc côn cầu trên băng
  - Huy Khánh, diễn viên người Việt Nam
- 8 tháng 1: 
  - Andrea Capone, cầu thủ bóng đá Ý
  - Michael Creed, tay đua xe đạp Mỹ
- 9 tháng 1: 
  - Euzebiusz Smolarek, cầu thủ bóng đá Ba Lan
  - Emanuele Sella, tay đua xe đạp Ý
- 11 tháng 1: Benjamin Auer, cầu thủ bóng đá Đức
- 15 tháng 1: 
  - El Hadji Diouf, cầu thủ bóng đá
  - Howie Day, nam ca sĩ Mỹ, nhà soạn nhạc
  - Pitbull, nam ca sĩ Mỹ
- 16 tháng 1: Mỹ Tâm, nữ ca sĩ Việt Nam
- 18 tháng 1: Alicia Molik, nữ vận động viên quần vợt Úc
- 19 tháng 1: Asier Del Horno, cầu thủ bóng đá Tây Ban Nha
- 20 tháng 1: Owen Hargreaves, cầu thủ bóng đá
- 21 tháng 1: 
  - Dany Heatley, vận động viên khúc côn cầu trên băng
  - Marko Babić, cầu thủ bóng đá Croatia
- 22 tháng 1: 
  - Denise la Bouche, nữ diễn viên phim khiêu dâm
  - Beverley Mitchell, nữ diễn viên Mỹ
  - Ben Moody, nhà soạn nhạc Mỹ, nhà sản xuất, người chơi đàn ghita
- 24 tháng 1: Quang Lê, ca sĩ tân nhạc Việt Nam
- 25 tháng 1: Alicia Keys, nữ ca sĩ nhạc soul Mỹ
- 26 tháng 1: Nina Ritter, nữ vận động viên khúc côn cầu trên băng Đức
- 28 tháng 1: 
  - André Muff, cầu thủ bóng đá Thụy Sĩ
  - Elijah Wood, diễn viên Mỹ
- 31 tháng 1: Justin Timberlake, ngôi sao nhạc pop Mỹ

### Tháng 2
- 1 tháng 2: Gustaf Norén, ca sĩ người Thụy Điển, thành viên ban nhạc Mando Diao
- 4 tháng 2: Marcus Steegmann, cầu thủ bóng đá người Đức
- 5 tháng 2: Lâm Chấn Huy, nam ca sĩ người Việt Nam
- 9 tháng 2: Tom Hiddleston, nam diễn viên người Anh
- 16 tháng 2:
  - Susanna Kallur, nữ vận động viên điền kinh người Thụy Điển
  - Jenny Kallur, nữ vận động viên điền kinh người Thụy Điển
- 17 tháng 2:
  - Paris Hilton, nữ doanh nhân, người mẫu
  - Bernhard Eisel, tay đua xe đạp người Áo
- 19 tháng 2: Quế Trân, nghệ sĩ cải lương người Việt Nam
- 22 tháng 2: Jeanette Biedermann, nữ ca sĩ, nữ diễn viên người Đức
- 24 tháng 2: Lleyton Hewitt, vận động viên quần vợt người Úc
- 25 tháng 2:
  - Maik Wagefeld, cầu thủ bóng đá người Đức
  - Park Ji-sung, cầu thủ bóng đá người Hàn Quốc
  - Nguyễn Việt, anh trai song sinh của Nguyễn Đức (m. 2007)
  - Nguyễn Đức, em trai song sinh của Nguyễn Việt

### Tháng 3
- 2 tháng 3:
  - Bryce Dallas Howard, nữ diễn viên Mỹ
  - Băng Tâm, nữ ca sĩ hải ngoại
- 4 tháng 3: Maike von Bremen, nữ diễn viên Đức
- 5 tháng 3: Christian Knees, tay đua xe đạp Đức
- 8 tháng 3:
  - Timo Boll, vận động viên bóng bàn Đức
  - Joost Posthuma, tay đua xe đạp Hà Lan
- 9 tháng 3: Nikki Blond, nữ diễn viên phim khiêu dâm Hungary
- 10 tháng 3: Samuel Eto'o Fils, cầu thủ bóng đá Cameroon
- 11 tháng 3: Matthias Schweighöfer, diễn viên Đức
- 14 tháng 3: Judith Lefeber, nữ ca sĩ Đức
- 15 tháng 3: Mikael Forssell, cầu thủ bóng đá
- 18 tháng 3:
  - Tom Starke, cầu thủ bóng đá người Đức
  - Fabian Cancellara, tay đua xe đạp người Thụy Sĩ
  - Hakoota Dũng Hà (Phạm Dũng Hà), ca sĩ người Việt Nam
- 19 tháng 3: Kolo Touré, cầu thủ bóng đá Bờ Biển Ngà
- 20 tháng 3: Celso Esquivel, cầu thủ bóng đá Paraguay
- 22 tháng 3: Imre Szabics, cầu thủ bóng đá Hungary
- 24 tháng 3: Gary Paffet, đua xe Anh
- 26 tháng 3: Maxi Arland, nhạc sĩ Đức
- 27 tháng 3: Claudemir Jeronimo Barreto, cầu thủ bóng đá Brasil
- 28 tháng 3: Julia Stiles, nữ diễn viên Mỹ
- 31 tháng 3: Pa Dembo Tourray, cầu thủ bóng đá

### Tháng 4
- 1 tháng 4: Hannah Spearritt, nữ diễn viên Anh
- 2 tháng 4: Lệ Quyên, nữ ca sĩ người Việt Nam
- 4 tháng 4: Hạ Đạt, họa sĩ truyện tranh Trung Quốc
- 11 tháng 4: Alessandra Ambrosio, người mẫu Brasil
- 13 tháng 4: Martin Pohl, cầu thủ bóng đá Đức
- 17 tháng 4: Luca Denicola, cầu thủ bóng đá Thụy Sĩ
- 18 tháng 4: Maxim Iglinski, tay đua xe đạp
- 19 tháng 4:
  - Hayden Christensen, diễn viên Canada
  - Catalina Sandino Moreno, nữ diễn viên
- 20 tháng 4: Như Loan, nữ ca sĩ người Mỹ gốc Việt
- 25 tháng 4: Anja Pärson, nữ vận động viên chạy ski Thụy Điển
- 26 tháng 4: Matthieu Delpierre, cầu thủ bóng đá Pháp
- 27 tháng 4: Sandy Mölling, nữ ca sĩ nhạc pop Đức
- 28 tháng 4: Jessica Alba, nữ diễn viên Mỹ

### Tháng 5
- 1 tháng 5: Alexander Hleb, cầu thủ bóng đá Belarus
- 2 tháng 5: Tiago, cầu thủ bóng đá Bồ Đào Nha
- 6 tháng 5: Tạ Na, nữ MC, ca sĩ  Trung Hoa
- 10 tháng 5: Arkadiusz Gołaś, vận động viên bóng chuyền Ba Lan (mất 2005)
- 11 tháng 5: Austin O'Brien, diễn viên Mỹ
- 12 tháng 5: Rami Malek, nam diễn viên Mỹ
- 13 tháng 5: Hiền Thục, nữ ca sĩ Việt Nam
- 14 tháng 5: Júlia Sebestyén, nữ vận động viên trượt băng nghệ thuật Hungary
- 15 tháng 5:
  - Ben (Sänger), nam ca sĩ Đức
  - Patrice Evra, cầu thủ bóng đá Pháp
- 17 tháng 5:
  - Cosma Shiva Hagen, nữ diễn viên Đức
  - Shiri Maimon, nữ ca sĩ Israel
- 19 tháng 5:
  - Luciano Figueroa, cầu thủ bóng đá Argentina
  - Sina Schielke, nữ vận động viên điền kinh Đức
- 20 tháng 5:
  - Iker Casillas, cầu thủ bóng đá Tây Ban Nha
  - Rachel Platen, nữ ca sĩ Mỹ
- 21 tháng 5: 
  - Maximilian Mutzke, nam ca sĩ Đức
  - Anna Rogowska, nữ vận động viên điền kinh Ba Lan
- 22 tháng 5: Jürgen Melzer, vận động viên quần vợt Áo
- 24 tháng 5: Thomas Vulivuli, cầu thủ bóng đá
- 26 tháng 5: Eda-Ines Etti, nữ ca sĩ Estonia
- 27 tháng 5: Stefan Heythausen, vận động viên chạy đua trên băng Đức
- 28 tháng 5: Adam Green, nam ca sĩ Mỹ, nhà soạn nhạc
- 31 tháng 5: Marlies Schild, nữ vận động viên chạy ski Áo

### Tháng 6
- 1 tháng 6: Thorben Marx, cầu thủ bóng đá Đức
- 7 tháng 6: Anna Kournikova, nữ vận động viên quần vợt Nga
- 9 tháng 6: Natalie Portman, nữ diễn viên Mỹ
- 12 tháng 6:
  - Nora Tschirner, nữ diễn viên Đức
  - Klemen Lavrič, cầu thủ bóng đá Slovenia
- 13 tháng 6: Chris Evans, diễn viên Mỹ
- 15 tháng 6: Berthold Zimmer, diễn viên Đức
- 18 tháng 6:
  - Marco Streller, cầu thủ bóng đá Thụy Sĩ
  - Trần Gia Hoa, ca sĩ, diễn viên, MC Đài Loan
- 21 tháng 6: Michael Hackert, vận động viên khúc côn cầu trên băng Đức
- 23 tháng 6: Björn Schlicke, cầu thủ bóng đá Đức

### Tháng 7
- 3 tháng 7: Silvia Fuhrmann, nữ chính trị gia Áo
- 4 tháng 7: Christoph Preuß, cầu thủ bóng đá Đức
- 7 tháng 7: Omar Naber, ca sĩ nhạc pop Slovenia
- 8 tháng 7: Anastasia Andreyevna Myskina, nữ vận động viên quần vợt Nga
- 9 tháng 7:
  - Marco Stark, cầu thủ bóng đá Đức
  - Rutger Smith, vận động viên điền kinh Hà Lan
- 20 tháng 7: Hà Vân, nữ ca sĩ Việt Nam
- 21 tháng 7: Joaquín Sánchez Rodríguez, cầu thủ bóng đá Tây Ban Nha
- 22 tháng 7:
  - Fritzi Eichhorn, nữ diễn viên Đức
  - Floriane Eichhorn, nữ diễn viên Đức
- 23 tháng 7: Jarkko Nieminen, vận động viên quần vợt Phần Lan
- 30 tháng 7: Phan Anh, người dẫn chương trình người Việt Nam

### Tháng 8
- 1 tháng 8: Christofer Heimeroth, thủ môn bóng đá Đức (Schalke 04)
- 3 tháng 8: Pablo Ibáñez, cầu thủ bóng đá Tây Ban Nha
- 4 tháng 8:
  - Benjamin Lauth, cầu thủ bóng đá Đức
  - Meghan Markle, diễn viên người Mỹ và thành viên Hoàng gia Anh
- 8 tháng 8:
  - Vanessa Amorosi, nữ ca sĩ nhạc pop Úc
  - Roger Federer, vận động viên quần vợt Thụy Sĩ
- 9 tháng 8: Li Jia Wei, nữ vận động viên bóng bàn Singapore
- 12 tháng 8: Djibril Cissé, cầu thủ bóng đá Pháp
- 15 tháng 8: Song Ji Hyo, diễn viên, người mẫu, người dẫn chương trình người Hàn Quốc
- 16 tháng 8: Roque Santa Cruz, cầu thủ bóng đá Paraguay
- 18 tháng 8: César Delgado, cầu thủ bóng đá Argentina
- 22 tháng 8: Christina Obergföll, nữ vận động viên điền kinh Đức
- 23 tháng 8: Stephan Loboué, cầu thủ bóng đá
- 24 tháng 8: Chad Michael Murray, diễn viên Mỹ
- 25 tháng 8: Rachel Bilson, nữ diễn viên Mỹ
- 26 tháng 8: Ratu Veresa Toma, cầu thủ bóng đá
- 28 tháng 8:
  - Agata Wróbel, nữ vận động viên cử tạ Ba Lan
  - Martin Erat, vận động viên khúc côn cầu trên băng Séc
- 30 tháng 8: André Niklaus, vận động viên điền kinh Đức

### Tháng 9
- 1 tháng 9: Michael Maze, vận động viên bóng bàn Đan Mạch
- 4 tháng 9: Beyoncé Knowles, nữ ca sĩ Mỹ
- 6 tháng 9: Søren Larsen, cầu thủ bóng đá Đan Mạch
- 8 tháng 9: 
  - Jonathan Taylor Thomas, diễn viên Mỹ
  - Việt Anh, diễn viên người Việt Nam
- 9 tháng 9: Filippo Pozzato, tay đua xe đạp Ý
- 12 tháng 9: Dirk Reichl, tay đua xe đạp Đức (m. 2005)
- 14 tháng 9: 
  - Stefan Reisinger, cầu thủ bóng đá Đức
  - Miyavi, nhạc sĩ Nhật Bản
- 16 tháng 9: 
  - Alexis Bledel, nữ diễn viên Mỹ, người mẫu
  - Phạm Băng Băng, nữ diễn viên Trung Quốc
- 18 tháng 9: Andrea Caracciolo, cầu thủ bóng đá Ý
- 19 tháng 9: Damiano Cunego, tay đua xe đạp Ý
- 20 tháng 9: Feliciano López, vận động viên quần vợt Tây Ban Nha
- 22 tháng 9: Janne Drücker, nữ diễn viên Đức
- 26 tháng 9: 
  - Otar Chisaneischwili, cầu thủ bóng đá
  - Akira Sasaki, vận động viên chạy ski Nhật Bản
  - Christina Milian, nữ ca sĩ Mỹ, nữ diễn viên

### Tháng 10
- 2 tháng 10: Trác Y Đình, ca sĩ, nhạc sĩ và diễn viên người Đài Loan
- 3 tháng 10: Zlatan Ibrahimović, cầu thủ bóng đá Thụy Điển
- 5 tháng 10: Zhang Yining, nữ vận động viên bóng bàn Trung Hoa
- 6 tháng 10: Udomporn Polsak, nữ vận động viên cử tạ Thái Lan
- 7 tháng 10: Bằng Cường, ca sĩ người Việt Nam
- 9 tháng 10: Zachery Ty Bryan, diễn viên Mỹ
- 13 tháng 10: Quách Tuấn Du (Trần Trung Du), ca sĩ kiêm nhạc sĩ người Việt Nam
- 15 tháng 10: Elena Vyacheslavovna Dementieva, nữ vận động viên quần vợt người Nga
- 17 tháng 10:
  - Burcu Dal, nữ diễn viên người Đức
  - Timo Ochs, cầu thủ bóng đá người Đức
- 21 tháng 10:
  - Nemanja Vidić, cầu thủ bóng đá người Serbia
  - Cố Mạn, tiểu thuyết gia người Trung Quốc
- 25 tháng 10: Shaun Wright-Phillips, cầu thủ bóng đá người Anh
- 28 tháng 10:
  - Milan Baroš, cầu thủ bóng đá Séc
  - Lương Mạnh Hải, diễn viên, dẫn chương trình người Việt Nam
- 29 tháng 10: Amanda Beard, nữ vận động viên bơi lội người Mỹ
- 30 tháng 10: Muna Lee, nữ vận động viên điền kinh người Mỹ

### Tháng 11
- 2 tháng 11: Tatjana Iwanowna Totmjanina, vận động viên trượt băng nghệ thuật
- 3 tháng 11: Navina Omilade, nữ cầu thủ bóng đá Đức
- 4 tháng 11: Khánh Phương nam ca sĩ Việt Nam
- 5 tháng 11: Bình Minh, diễn viên và người mẫu Việt Nam
- 6 tháng 11: Lee Dong-wook, nam diễn viên người Hàn Quốc
- 8 tháng 11: Joe Cole, cầu thủ bóng đá Anh
- 12 tháng 11: Annika Becker, nữ vận động viên điền kinh Đức
- 15 tháng 11:
  - Xabi Alonso, cầu thủ bóng đá Tây Ban Nha
  - Hà Okio (Lương Mạnh Hà), ca sĩ, nhạc sĩ người Việt Nam
- 22 tháng 11:
  - Ben Adams, nam ca sĩ Anh
  - Stefan Mücke, đua xe Đức
  - Song Hye-kyo, nữ diễn viên người Hàn Quốc
- 26 tháng 11:
  - Natasha Bedingfield, nữ ca sĩ Anh
  - Aurora Snow, nữ diễn viên phim khiêu dâm Mỹ
- 27 tháng 11: Theo Eltink, tay đua xe đạp Hà Lan
- 30 tháng 11: Eduardo Goncalves, cầu thủ bóng đá Brasil

### Tháng 12
- 2 tháng 12:
  - Britney Spears, nữ ca sĩ nhạc pop Mỹ
  - Thomas Pöck, vận động viên khúc côn cầu trên băng Áo
- 3 tháng 12:
  - Ioannis Amanatidis, cầu thủ bóng đá Hy Lạp
  - David Villa, cầu thủ bóng đá Tây Ban Nha
- 9 tháng 12: Dia Mirza (Dia Handrich), nữ diễn viên người Ấn Độ
- 11 tháng 12:
  - Mohamed Zidan, cầu thủ bóng đá
  - Javier Saviola, cầu thủ bóng đá người Argentina
- 13 tháng 12:
  - Johann Grugger, vận động viên chạy ski người Áo
  - Amy Lee, nữ ca sĩ người Mỹ
- 15 tháng 12: Thomas Herrion, cầu thủ football Mỹ (mất 2005)
- 16 tháng 12: Reanna Solomon, nữ vận động viên cử tạ
- 17 tháng 12: Tim Wiese, cầu thủ bóng đá người Đức
- 19 tháng 12: Ngọc Anh, nữ ca sĩ người Việt Nam
- 24 tháng 12:
  - Lê Khánh (Lê Kim Khánh), nữ diễn viên, dẫn chương trình người Việt Nam, vợ của nam diễn viên Tuấn Khải
  - Đỗ Mạnh Cường, nhà thiết kế thời trang người Việt Nam
- 25 tháng 12: Mario Santana, cầu thủ bóng đá người Argentina
- 27 tháng 12:
  - Lise Darly, nữ ca sĩ người Pháp
  - Emilie de Ravin, nữ diễn viên người Úc
- 28 tháng 12: Sienna Miller, nữ diễn viên người Mỹ
- 29 tháng 12: Shizuka Arakawa, nữ vận động viên trượt băng nghệ thuật người Nhật Bản
- 31 tháng 12:
  - Tobias Rau, cầu thủ bóng đá người Đức
  - Margaret Simpson, nữ vận động viên điền kinh

### Không rõ ngày, tháng
- Nguyễn Hồng Thuận, nhạc sĩ kiêm ca sĩ người Việt Nam

## Mất

### Tháng 1
- 4 tháng 1: Friedrich Werber, chính trị gia Đức (sinh 1901)
- 5 tháng 1: Lanza del Vasto, triết gia Ý, thi sĩ (sinh 1901)
- 6 tháng 1: A. J. Cronin, bác sĩ Scotland, nhà văn (sinh 1896)
- 8 tháng 1: Alexander Kotov, người đánh cờ Nga, tác giả (sinh 1913)
- 9 tháng 1: José Ardévol, nhà soạn nhạc Cuba gốc Tây Ban Nha (sinh 1911)
- 9 tháng 1: Kazimierz Serocki, nhà soạn nhạc Ba Lan (sinh 1922)
- 16 tháng 1: Bernard Lee, diễn viên Anh (sinh 1908)
- 17 tháng 1: Hugo Aufderbeck, nhà thần học, giám mục (sinh 1909)
- 19 tháng 1: Francesca Woodman, nữ nhiếp ảnh gia (sinh 1958)
- 23 tháng 1: Liselott Baumgarten, nữ diễn viên Đức (sinh 1906)
- 23 tháng 1: Roland Hampe, nhà khảo cổ học Đức, dịch giả (sinh 1908)
- 23 tháng 1: Samuel Barber, nhà soạn nhạc Mỹ (sinh 1910)
- 24 tháng 1: Hans Lauscher, chính trị gia Đức (sinh 1904)
- 27 tháng 1: Helmut Bertram, chính trị gia Đức (sinh 1910)

### Tháng 2
- 1 tháng 2: Ernst Pepping, nhà soạn nhạc Đức (sinh 1901)
- 1 tháng 2: Geirr Tveitt, nhà soạn nhạc Na Uy, nghệ sĩ dương cầm (sinh 1908)
- 1 tháng 2: Donald Wills Douglas, người chế tạo máy bay Mỹ (sinh 1892)
- 2 tháng 2: Richard Muckermann, chính trị gia Đức
- 3 tháng 2: Gisela Praetorius, nữ chính trị gia Đức (sinh 1902)
- 6 tháng 2: Heinz Benthien, vận động viên bóng bàn Đức (sinh 1917)
- 8 tháng 2: Jakob Bender, cầu thủ bóng đá Đức (sinh 1910)
- 8 tháng 2: Konrad Wittmann, chính trị gia Đức
- 9 tháng 2: Bill Haley, nhạc sĩ nhạc rock Mỹ (sinh 1925)
- 14 tháng 2: Esteban Canal, kiện tướng cờ vua Peru (sinh 1896)
- 14 tháng 2: Hilde Sperling, nữ vận động viên quần vợt Đức (sinh 1908)
- 21 tháng 2: Ron Grainer, nhà soạn nhạc Úc (sinh 1922)
- 22 tháng 2: Guy Butler, vận động viên điền kinh Anh, người đoạt huy chương Thế Vận Hội (sinh 1899)
- 26 tháng 2: Howard Hanson, nghệ sĩ dương cầm Mỹ, nhà soạn nhạc (sinh 1896)

### Tháng 3
- 1 tháng 3: Roberto Francisco Chiari Remón, tổng thống thứ 31 của Panama (sinh 1905)
- 5 tháng 3: Paul Hörbiger, diễn viên Áo (sinh 1894)
- 15 tháng 3: René Clair, đạo diễn phim Pháp (sinh 1898)
- 19 tháng 3: Tampa Red, nam ca sĩ Mỹ, người chơi đàn ghita (sinh 1904)
- 20 tháng 3: Edith Schultze-Westrum, nữ diễn viên Đức (sinh 1904)
- 23 tháng 3: Mike Hailwood, người đua mô tô Anh, (sinh 1940)
- 24 tháng 3: Walther Bringolf, chính trị gia Thụy Sĩ (sinh 1895)
- 27 tháng 3: Margarete Berger-Heise, nữ chính trị gia Đức (sinh 1911)

### Tháng 4
- 2 tháng 4: Karl Bechert, chính trị gia Đức (sinh 1901)
- 4 tháng 4: Carl Ludwig Siegel, nhà toán học Đức (sinh 1896)
- 7 tháng 4: Norman Taurog, đạo diễn phim Mỹ (sinh 1899)
- 8 tháng 4: Omar Bradley, tướng Mỹ (sinh 1893)
- 10 tháng 4: Christa Johannsen, nhà văn nữ Đức (sinh 1914)
- 12 tháng 4: Joe Louis, võ sĩ quyền Anh (sinh 1914)
- 12 tháng 4: Hendrik Andriessen, nhà soạn nhạc Hà Lan, giáo sư (sinh 1892)
- 12 tháng 4: Hans Chemin-Petit, nhà soạn nhạc Đức, người điều khiển dàn nhạc (sinh 1902)
- 30 tháng 4: Jan Filip, nhà khảo cổ học (sinh 1900)
- 30 tháng 4: Peter Huchel, nhà thơ trữ tình Đức (sinh 1903)

### Tháng 5
- 1 tháng 5: Heinz Nittel, chính trị gia Áo (sinh 1930)
- 1 tháng 5: Robert Stauch, chính trị gia Đức (sinh 1898)
- 2 tháng 5: David Wechsler, nhà tâm lý học Mỹ (sinh 1896)
- 8 tháng 5: Wolfgang Kunkel, luật gia Đức (sinh 1902)
- 9 tháng 5: Nelson Algren, nhà văn Mỹ (sinh 1909)
- 9 tháng 5: Fritz Umgelter đạo diễn (sinh 1922)
- 12 tháng 5: HAP Grieshaber, họa sĩ Đức, nghệ sĩ tạo hình (sinh 1909)
- 18 tháng 5: William Saroyan, nhà văn Mỹ (sinh 1908)
- 20 tháng 5: Noboru Nakamura, đạo diễn phim Nhật Bản, tác giả kịch bản (sinh 1913)
- 24 tháng 5: Herb Lubalin, nghệ sĩ tạo hình (sinh 1918)
- 25 tháng 5: Roy Brown, nhạc sĩ blues Mỹ (sinh 1925)
- 25 tháng 5: Georg Malmstén, nam ca sĩ Phần Lan, nhạc sĩ, nhà soạn nhạc, diễn viên (sinh 1902)
- 29 tháng 5: Tống Khánh Linh, nữ chính trị gia Trung Hoa (sinh 1893)
- 31 tháng 5: Gyula Lóránt, cầu thủ bóng đá Hungary, huấn luyện viên bóng đá (sinh 1923)

### Tháng 6
- 1 tháng 6: Carl Vinson, chính trị gia Mỹ (sinh 1883)
- 1 tháng 6: Jan Zdeněk Bartoš, nhà soạn nhạc (sinh 1908)
- 4 tháng 6: Fritz Steuben, nhà văn Đức (sinh 1898)
- 12 tháng 6: Anton Freiherr von Aretin, chính trị gia Đức (sinh 1918)
- 12 tháng 6: Mahmoud Fawzi, chính trị gia, thủ tướng Ai Cập (sinh 1900)
- 12 tháng 6: Harri Bading, chính trị gia Đức, nghị sĩ quốc hội liên bang (sinh 1901)
- 12 tháng 6: Harry Harlow, nhà tâm lý học Mỹ (sinh 1905)
- 16 tháng 6: Jule Gregory Charney, nhà khí tượng học Mỹ (sinh 1917)
- 23 tháng 6: Zarah Leander, nữ diễn viên Thụy Điển (sinh 1907)
- 28 tháng 6: Peter Kreuder, nhà soạn nhạc Đức, nghệ sĩ dương cầm, người điều khiển dàn nhạc (sinh 1905)
- 28 tháng 6: Terry Fox, vận động viên thể thao Canada (sinh 1958)

### Tháng 7
- 1 tháng 7: Zdeněk Burian, nghệ sĩ tạo hình (sinh 1905)
- 1 tháng 7: Marcel Breuer, kiến trúc sư Hungary, nhà thiết kế (sinh 1902)
- 5 tháng 7: Jorge Urrutia Blondel, nhà soạn nhạc Chile (sinh 1905)
- 9 tháng 7: Willi Beuster, chính trị gia Đức, nghị sĩ quốc hội liên bang (sinh 1908)
- 10 tháng 7: Elimar Freiherr von Fürstenberg, chính trị gia Đức (sinh 1910)
- 11 tháng 7: August Berlin, chính trị gia Đức (sinh 1910)
- 12 tháng 7: Boris Polewoi, tác giả, nhà báo (sinh 1908)
- 14 tháng 7: Peter von Tramin, nhà văn Áo (sinh 1932)
- 17 tháng 7: Karl Hoffmann (FDP), chính trị gia Đức (sinh 1901)
- 25 tháng 7: Conrad Fink, chính trị gia Đức (sinh 1900)
- 27 tháng 7: William Wyler, đạo diễn phim (sinh 1902)

### Tháng 8
- 1 tháng 8: Paddy Chayefsky, tác giả Mỹ (sinh 1923)
- 4 tháng 8: Melvyn Douglas, diễn viên Mỹ (sinh 1901)
- 8 tháng 8: Lazar Wechsler, nhà sản xuất phim Thụy Sĩ (sinh 1896)
- 18 tháng 8: Robert Russell Bennett, nhà soạn nhạc Mỹ (sinh 1894)
- 22 tháng 8: Glauber Rocha, đạo diễn phim Brasil (sinh 1938)
- 23 tháng 8: Rolf Herricht, diễn viên Đức (sinh 1927)

### Tháng 9
- 1 tháng 9: Paul Bausch, chính trị gia Đức (sinh 1895)
- 1 tháng 9: Ann Harding, nữ diễn viên Mỹ (sinh 1901)
- 2 tháng 9: Tadeusz Baird, nhà soạn nhạc Ba Lan (sinh 1928)
- 6 tháng 9: Christy Brown, họa sĩ Ireland, tác giả (sinh 1932)
- 7 tháng 9: Werner Berg, họa sĩ Đức (sinh 1904)
- 8 tháng 9: Hideki Yukawa, nhà vật lý học Nhật Bản (sinh 1907)
- 11 tháng 9: Gregory Breit, nhà vật lý học Mỹ (sinh 1899)
- 12 tháng 9: Eugenio Montale, nhà văn Ý (sinh 1896)
- 15 tháng 9: Robert Sidney Cahn, nhà hóa học Anh (sinh 1899)
- 21 tháng 9: Tony Aubin, nhà soạn nhạc Pháp (sinh 1907)
- 26 tháng 9: Ludwig Goldbrunner, cầu thủ bóng đá Đức (sinh 1908)
- 27 tháng 9: Bronisław Malinowski (Leichtathlet), vận động viên điền kinh Ba Lan, huy chương Thế Vận Hội (sinh 1951)

### Tháng 10
- 3 tháng 10: Tadeusz Kotarbiński, triết gia Ba Lan (sinh 1886)
- 4 tháng 10: Franz Amrehn, chính trị gia Đức (sinh 1912)
- 6 tháng 10: Jean Robic, tay đua xe đạp Pháp (sinh 1921)
- 9 tháng 10: Karl Lütgendorf, chính trị gia Áo (sinh 1914)
- 9 tháng 10: Peter Steinforth, nghệ nhân Đức (sinh 1923)
- 16 tháng 10: Mosche Dajan, tướng Israel, chính trị gia (sinh 1915)
- 17 tháng 10: Albert Cohen, nhà văn Thụy Sĩ (sinh 1895)
- 22 tháng 10: David Burghley, vận động viên điền kinh Anh, huy chương Thế Vận Hội (sinh 1905)
- 25 tháng 10: Ariel Durant, nhà văn nữ Mỹ (sinh 1898)
- 30 tháng 10: Georges Brassens, thi sĩ Pháp, tác giả (sinh 1921)
- 31 tháng 10: Bernhard Günther, chính trị gia Đức (sinh 1906)

### Tháng 11
- 3 tháng 11: Edvard Kocbek, nhà văn Slovenia, nhà xuất bản (sinh 1904)
- 4 tháng 11: Jean Eustache, đạo diễn phim Pháp (sinh 1938)
- 7 tháng 11: William James Durant, triết gia Mỹ, nhà văn (sinh 1885)
- 13 tháng 11: Gerhard Marcks, nhà điêu khắc (sinh 1889)
- 15 tháng 11: Walter Heitler, nhà vật lý học Đức (sinh 1904)
- 16 tháng 11: William Holden, diễn viên Mỹ (sinh 1918)
- 20 tháng 11: Herbert Behrens-Hangeler, họa sĩ Đức, nghệ sĩ tạo hình, nhà văn (sinh 1898)
- 22 tháng 11: Hans Adolf Krebs, nhà y học Anh, nhà hóa sinh (sinh 1900)
- 22 tháng 11: Dieter Bäumle, nhà soạn nhạc Thụy Sĩ (sinh 1935)
- 25 tháng 11: Morris Kirksey, vận động viên điền kinh Mỹ, huy chương Thế Vận Hội (sinh 1895)
- 25 tháng 11: Margot Kalinke, nữ chính trị gia Đức (sinh 1909)
- 26 tháng 11: Max Euwe, người đánh cờ Hà Lan (sinh 1901)
- 27 tháng 11: Lotte Lenya, nữ diễn viên, nữ ca sĩ (sinh 1898)
- 29 tháng 11: Natalie Wood, nữ diễn viên Mỹ (sinh 1938)

### Tháng 12
- 2 tháng 12: Rudolf Prack, diễn viên Áo (sinh 1905)
- 4 tháng 12: Karl Gilg, người đánh cờ Đức (sinh 1901)
- 8 tháng 12: Big Walter Horton, nhạc sĩ blues Mỹ (sinh 1918)
- 15 tháng 12: Max Steenbeck, nhà vật lý học Đức (sinh 1904)
- 17 tháng 12: Mehmet Shehu, chính trị gia Albania, thủ tướng (sinh 1913)
- 17 tháng 12: Edwin Erich Dwinger, nhà văn (sinh 1898)
- 23 tháng 12: Luther H. Evans, nhà chính trị học Mỹ (sinh 1902)
- 24 tháng 12: René Barbier, nhà soạn nhạc Bỉ, giáo sư (sinh 1890)
- 26 tháng 12: Günther Serres, chính trị gia Đức (sinh 1910)
- 27 tháng 12: Hoagy Carmichael, nhà soạn nhạc Mỹ, nghệ sĩ dương cầm, diễn viên, nam ca sĩ (sinh 1899)
- 28 tháng 12: Allan Dwan, đạo diễn phim Mỹ, nhà sản xuất, tác giả kịch bản (sinh 1885)
- 30 tháng 12: Franjo Šeper, Hồng y Giáo chủ (sinh 1905)

## Giải thưởng Nobel
- Hóa học - Kenichi Fukui, Roald Hoffmann
- Văn học - Elias Canetti
- Hòa bình - Cao ủy Liên Hợp Quốc về người tị nạn (Office of the United Nations High Commissioner for Refugees - UNHCR)
- Vật lý - Nicolaas Bloembergen, Arthur Leonard Schawlow, Kai Siegbahn
- Y học - Roger Wolcott Sperry, David H. Hubel, Torsten Wiesel
- Kinh tế - James Tobin